# Edmund Knoblauch
Edmund Knoblauch, vollständiger Name Carl Edmund Hugo Knoblauch (* 11. April 1841 in Kelbra; † 6. September 1883 in Berlin) war ein deutscher Architekt.

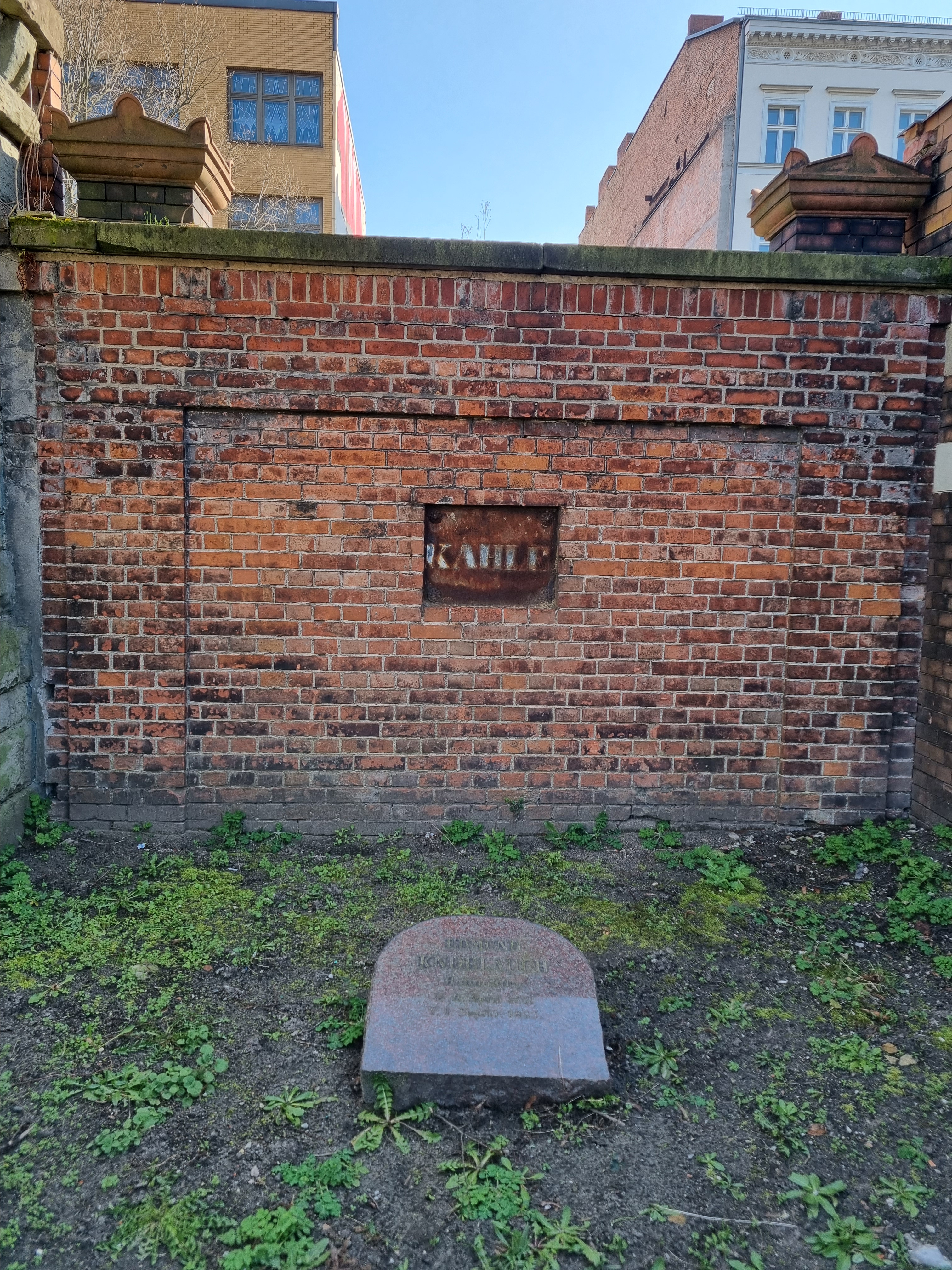
Grabstein von Edmund Knoblauch, Friedhöfe vor dem Halleschen Tor

Edmund Knoblauch wurde als Sohn des Predigers Dr. phil. Karl Christoph Knoblauch und dessen Ehefrau Christiane geb. Poppe in Kelbra geboren. Zur Berliner Architektenfamilie Knoblauch besteht keine Verwandtschaft. Von 1853 bis 1855 besuchte er die Höhere Realschule der Franckeschen Stiftung in Halle (Saale). 1861 war er als Baubeflissener in Halle ansässig und ging später nach Berlin. 1867 wurde er Mitglied des Architektenvereins zu Berlin. 1873 heiratete er Liddy Knoche und arbeitete für eine kurze Zeit, etwa von 1873 bis 1876, bei August Orth, mit dem er Entwürfe für den Stettiner Bahnhof in Berlin (1873), das Stadttheater in Posen (1874) und das Hamburger Rathaus (1876) erstellte, die aber nicht zur Ausführung kamen. 1875 entstanden die Wohnhäuser Königgrätzer Straße 2 und 93 unter seiner Beteiligung. Seine bedeutendste Arbeit war der umfassende Umbau der Jerusalemkirche in Berlin. Ab 1878 war er Direktor der Baugewerkschule Berlin.  
Sein Grab befand sich auf dem Friedhof Jerusalems- und Neue Kirche III (Friedhöfe vor dem Halleschen Tor) in Berlin-Kreuzberg; sein Grabstein (oder ein Teil davon) ist dort erhalten. 